# Adelpha californica
Espèce
Synonymes
- Adelpha bredowii californica (Butler, 1865)
- Heterochroa californica Butler, 1865
- Heterochroa bredowii californica Butler, 1865
- Limenitis bredowii californica (Butler, 1865)
- Limenitis californica (Butler, 1865)

Adelpha californica, en anglais the California sister, est une espèce de lépidoptères (papillons) diurnes nord-américains de la famille des Nymphalidae. Il est surtout commun en Californie, mais peut également être trouvé dans l'Ouest du Nevada et de l'Oregon, ainsi que dans le Nord de la Basse-Californie. Le dessus de ses ailes est brun foncé à noir avec de larges bandes blanc crème traversant les quatre ailes et deux taches orange près de l'apex des ailes antérieures. Le dessous est de différentes couleurs avec des bruns, du bleu, de l'orange et du blanc. A. californica est d'un goût déplaisant pour les prédateurs et fait partie d'un vaste complexe de mimétisme.

## Taxonomie
L'espèce actuellement appelée Adelpha californica a été décrite pour la première fois en 1865 par l'entomologiste britannique Arthur Gardiner Butler sous le nom initial d'Heterochroa californica. Son spécimen type a été récolté en Californie.
Elle fait partie du groupe d'espèces serpa au sein du genre Adelpha, lui-même classé dans la tribu des Limenitidini, la sous-famille des Limenitidinae et la famille des Nymphalidae. 
A. californica a généralement été traitée comme une espèce jusqu'en 1944, lorsque les entomologistes Geoffrey Douglas Hale Carpenter (en) et Bertram Maurice Hobby (en) l'ont reclassé comme sous-espèce d’Adelpha bredowii (en). Des études phylogénétiques publiées en 2008 concluent cependant que les données morphologiques, géographiques et génétiques montrent clairement qu'il s'agit d'une espèce distincte.
A. californica et les espèces proches étaient aussi parfois placées dans le genre Limenitis, mais les lépidoptéristes modernes les classent dans le genre Adelpha.

## Distribution et habitat
A. californica se rencontre dans l'extrême Ouest de l'Amérique du Nord : son aire de répartition couvre au Mexique le Nord de la Basse-Californie, et aux États-Unis la majeure partie de la Californie, l'Ouest du Nevada et l'Ouest de l'Oregon. On le trouve parfois aussi dans le Sud-Ouest de l'État de Washington, mais on suppose qu'il s'agit d'individus erratiques. L'espèce est abondante dans les forêts de chênes,.

## Description

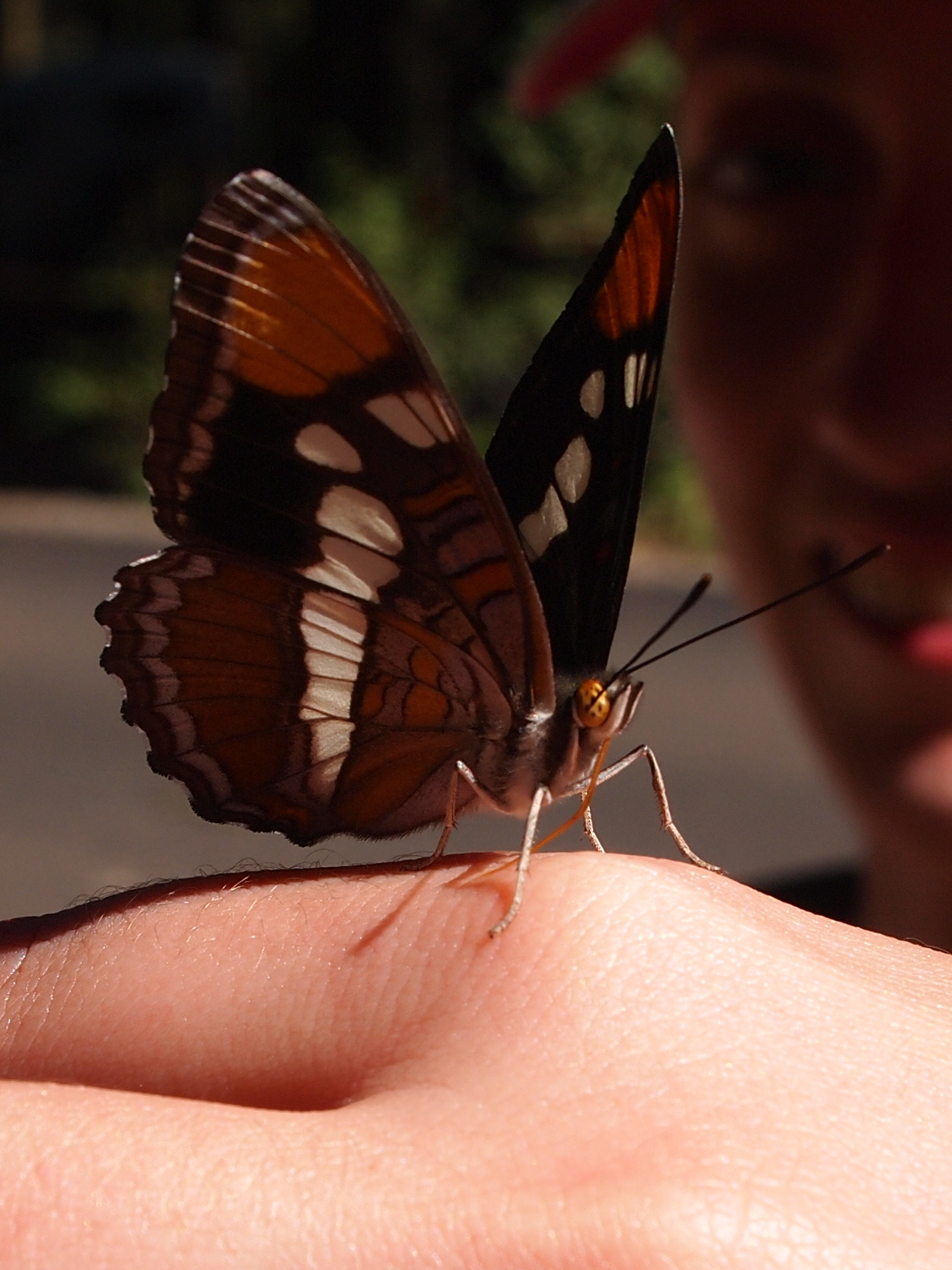
Dessous des ailes.

L'imago d'Adelpha californica est un papillon d'assez grande taille, avec une envergure variant de 6 à 9 cm environ. La face supérieure des ailes a une couleur de fond brun foncé à noire. Il a une grande tache orange près de l'apex de chaque aile antérieure, et de larges bandes transversales blanc crème aux ailes antérieures et postérieures, fragmentées par les nervures sombres. Le revers des ailes a une ornementation similaire, avec en plus une bande submarginale bleue aux quatre ailes, ainsi que des motifs bleus et orange dans l'aire basale. Comme les autres membres du genre Adelpha, ce papillon tire son nom anglais de « sister » des motifs noirs et blancs de ses ailes antérieures, qui rappellent un habit de nonne.
Adelpha californica ressemble beaucoup à ses congénères A. bredowii (en) et A. eulalia (en), mais son aire de répartition ne chevauche généralement pas les leurs. A. bredowii ne se trouve que dans le Sud et l'Ouest du Mexique. A. eulalia se rencontre dans une grande partie du Mexique, et du Texas à l'Arizona et dans les régions proches, notamment parfois dans le Sud-Est de la Californie,. A. californica diffère aussi d'A. eulalia par sa morphologie : il est en général plus petit et présente une deuxième barre orange dans la cellule au revers des ailes postérieures. A. californica ressemble aussi beaucoup aux femelles de certaines espèces du genre Doxocopa, bien que leurs aires de répartition ne se chevauchent pas non plus : les Doxocopa se rencontrent principalement au Mexique, en Amérique centrale, dans les Caraïbes et en Amérique du Sud,. D'autres espèces présentent une ressemblance plus lointaine, notamment d'autres membres du genre Adelpha, ainsi que Limenitis lorquini, avec lequel A. californica cohabite parfois,,.

## Écologie et cycle biologique
Les œufs d'A. californica sont verts. Ils sont déposés individuellement sur les pointes des feuilles de chêne (genre Quercus), sur la face supérieure. Le développement de la chenille se fait en cinq stades. Le premier stade sort de l'œuf après onze jours. La chenille est alors vert olive avec des taches pâles et une tête marbrée brun clair et foncé. Après neuf jours, elle mue vers le deuxième stade, qui est vert avec diverses nuances de brun et une tête brun clair. Au bout de huit jours, elle mue à nouveau vers le troisième stade, qui est d'un jaune brun pâle recouvert densément de tubercules coniques jaunâtres. Il a également des scoli en développement (protubérances en forme de corne), chacun couronné de quatre à cinq épines noires. La tête est d'un vert pâle avec quatre bandes verticales brunes et également recouverte de tubercules. Le quatrième stade se développe après quatre jours ; il est d'un brun rougeâtre clair avec des côtés verdâtres, des tubercules jaunâtres et des scoli complètement développés, avec de nouveaux en développement. Il mue après neuf jours vers le cinquième et dernier stade, qui est vert olive avec le dessous et les pattes bruns, il est densément couvert de tubercules jaunâtres (en particulier sur les surfaces inférieures). Tous les segments possèdent alors des scoli, certains portant des épines coniques épaisses blanches avec des extrémités noires. La tête est brune à brun pâle, aplatie et lisse, avec une double rangée de longues épines blanc jaunâtre sur les côtés et une paire d'épines dorsales noires. Les deuxième à cinquième stades adoptent tous une posture arquée au repos. Après quatorze jours au dernier stade, la chenille se transforme en chrysalide. Cette dernière est brun pâle à jaune d'or pâle, avec des stries et des taches de brun foncé et doré. Elle est attachée aux troncs d'arbres par un réseau de soie. Les imagos émergent après 10 jours. Le temps de développement total de l'œuf à l'adulte est de soixante-cinq jours.
Les plantes hôtes habituelles des chenilles sont le Chêne des canyons (Quercus chrysolepis), le Chêne de Californie (Quercus agrifolia) et d'autres espèces de chênes. Ce régime rend A. californica désagréable pour ses prédateurs, ce qui pourrait expliquer pourquoi tant d'autres espèces ont formé un complexe de mimétisme autour d'elle.
Les adultes volent généralement près des branches supérieures des chênes ou se perchent près de petits ruisseaux et de canyons. Les mâles se livrent généralement au mud-puddling sur les sols humides, généralement en milieu de matinée. Les deux sexes se nourrissent également du nectar des fleurs (bien que cela soit rare), ainsi que du jus de fruits en décomposition, de sève et d'excréments d'animaux. Selon les conditions saisonnières et l'altitude, l'espèce produit une à trois générations par an, les adultes volant habituellement de mars à novembre,. Ils peuvent parfois survivre pendant les mois d'hiver.

## Préservation
L'espèce n'est pas considérée comme menacée et est classée G5 (en sécurité) par NatureServe. Elle est abondante dans toute son aire de répartition.